# Lagen om ansvar för elektroniska anslagstavlor
Lagen om ansvar för elektroniska anslagstavlor (1998:112), eller BBS-lagen (Bulletin Board System), är en lag i Sverige som antogs 1998 och gäller för tjänster som elektroniskt förmedlar meddelanden. Syftet med lagen är att fastställa ansvar för den som tillhandahåller tjänsten att hålla uppsikt över anslagstavlan och ta bort meddelanden som uppenbart utgör uppvigling, hets mot folkgrupp, barnpornografi, olaga våldsskildring eller meddelanden där den postande användaren uppenbart gjort intrång i upphovsrätten.
Ansvaret att följa lagen läggs på den som tillhandahåller själva tjänsten och inte på den som tillhandahåller infrastruktur eller hårdvara för tjänsten. Det vill säga att ansvaret inte ligger på webbhotellet eller internetoperatören. Detta innebär också att man, oavsett serverns placering, kan hållas ansvarig om man är svensk medborgare eller vistas i Sverige som utlänning.
Lagen gäller inte meddelanden inom ett företag eller en myndighet. Den gäller inte heller tjänster som skyddas av tryckfrihetsförordningen eller yttrandefrihetsgrundlagen (YGL), det vill säga om tjänsten till exempel tillhör en YGL-skyddad databas med en registrerad ansvarig utgivare - som förhandsgranskade kommentarsfält på massmediewebbplatser. Enligt propositionen (1997/98:15) så avses i lagen meddelanden som lämnas i en publik tjänst för andra användare att läsa. Här inkluderas inte till exempel e-postmeddelanden med en eller flera bestämda mottagare. Enligt flera domar och åklagare är BBS-lagen tillämplig på kommentarsfält på bloggar.